# Výsadková loď typu 072A
Výsadková loď typu 072A (v kódu NATO třída Yuting II) je třída tankových výsadkových lodí Námořnictva Čínské lidové osvobozenecké armády. Celkem bylo postaveno 15 jednotek této třídy. Stavěny jsou ve dvou sériích. Ve službě jsou od roku 2003.

## Stavba
Jedná se o vylepšenou verzi výsadkových lodí typu 072III. Devět jednotek první série této třídy bylo postaveno se zapojením tří čínských loděnic - Zhonghua v Šanghaji, Dalian v Ta-lienu a Wuchang ve Wu-chanu v letech 2003-2005 a šest jednotek druhé série bylo postaveno čínskými loděnicemi Wuchang a Baima v Ning-te v letech 2014-2016.
Jednotky typu 072A:
| Jméno                       | Série | Spuštěna          | Vstup do služby | Osud    |
| --------------------------- | ----- | ----------------- | --------------- | ------- |
| Tchien-ču-šan (921, ex 911) | 1     | 2003              | 2003            | aktivní |
| Ta-čching-šan (922, ex 912) | 1     | 2003              | 2004            | aktivní |
| Pa-sien-šan (973, ex 913)   | 1     | 2003              | 2003            | aktivní |
| Chua-ting-šan (992)         | 1     | 2003              | 2003            | aktivní |
| Luo-siao-šan (993)          | 1     | 2003              | 2003            | aktivní |
| Taj-jün-šan (994)           | 1     | 2003              | 2004            | aktivní |
| Wan-jang-šan (995)          | 1     | 2003              | 2004            | aktivní |
| Lao-tchie-šan (996)         | 1     | 2004              | 2005            | aktivní |
| Jün-wu-šan (997)            | 1     | 2004              | 2004            | aktivní |
| Wu-i-šan (974, ex 914)      | 2     | 26. únorac 2015   | 7. března 2016  | aktivní |
| Kchu-laj-šan (975, ex 915)  | 2     | červen 2015       | 7. března 2016  | aktivní |
| Tchien-mu-šan (976, ex 916) | 2     | 28. července 2015 | 12. ledna 2016  | aktivní |
| Wu-tchaj-šan (977, ex 917)  | 2     |                   | 7. března 2016  | aktivní |
| Ta-pie-šan (981)            | 2     | 29. září 2014     | 23. května 2015 | aktivní |
| Tchaj-chang-šan (982)       | 2     | 28. prosince 2014 | 22. října 2015  | aktivní |

## Konstrukce

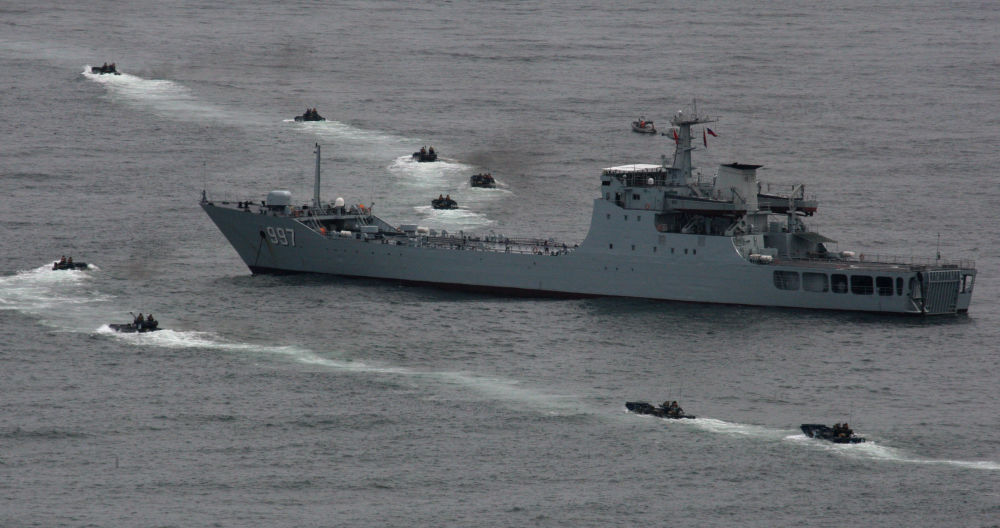
Jün-wu-šan (997)

Plavidla konstrukčně vycházejí z vyloďovacích lodí typu 072III s uplatněním nějakých technologií stealth na můstku. Výsadková loď může převážet 250 vojáků, 10 hlavních bojových tanků a čtyři pěchotní vyloďovací čluny – celkem 500 tun nákladu. Vozidla plavidlo opouštějí pomocí příďové rampy. Oproti typu 072III nese první série této třídy pouze jeden 37mm dvoukanón typu 76F na přídi, přičemž druhé série jsou změněny na jeden 30mm kanón v dálkově ovládané zbraňové stanici H/PJ-17. Na zádi se nachází přistávací plocha pro vrtulník. Pohonný systém tvoří dva diesely SEMT-Pielstick 12PA6V-280MPC, každý o výkonu 9 600 hp, pohánějící dva lodní šrouby. Nejvyšší rychlost dosahuje 21 uzlů, ekonomická rychlost je 14 uzlů. Dosah je 3 000 námořních mil při rychlosti 14 uzlů. Vytrvalost plavidel činí 20 dní.